# Виппер, Юрий Борисович
Ю́рий Бори́сович Ви́ппер (22 ноября (5 декабря) 1916, Москва — 16 сентября 1991, там же) — советский филолог и литературовед. Член-корреспондент АН СССР c 15 марта 1979 года по Отделению литературы и языка (литературоведение), академик c 23 декабря 1987 года.
Специалист по сравнительному литературоведению, общим закономерностям развития западноевропейских литератур, теоретическим проблемам истории литературного процесса, истории французской литературы (Возрождение, в том числе поэзия Плеяды; классицизм; эпоха Просвещения; критический реализм).

## Биография
Сын искусствоведа Б. Р. Виппера и его жены Марины Николаевны (урожд. Щенковой; 1896—1974), внук академика-историка Р. Ю. Виппера. Братья: Павел (1920—1997), геоботаник, и Андрей (1923—2008), химик-технолог. Начал печататься в 1938 году. Окончил историко-филологический факультет Латвийского университета (1941).

Могила Ю. Б. Виппера на Новодевичьем кладбище Москвы

Преподавал в МИФЛИ им. Н. Г. Чернышевского (1941), Ташкентском педагогическом институте (1941—1942) и МГУ им. М. В. Ломоносова (кафедра истории зарубежной литературы, 1945—1964). С 1964 года работал в ИМЛИ им. А. М. Горького АН СССР, заведующий отделом истории всемирной литературы (1978—1988). Доктор филологических наук (1968; диссертация «Формирование классицизма во французской поэзии XVII в.»).
Вице-президент Международной ассоциации по сравнительному литературоведению (1978—1984) и Международной федерации современных языков и литератур (1984—1990). Член Союза писателей СССР (1983). Член бюро ОЛЯ АН СССР, председатель научного совета АН СССР по проблеме «История мировой литературы» (1988—1991). С 1990 года — член координационного совета при вице-президенте АН СССР по общественным наукам.

## Значение работ
Ю. Б. Виппер (наряду с другими представителями т. н. Пуришевской научной школы) положил начало формированию комплекса идей, представивших историко-теоретический подход в литературоведении; применил этот подход к литературному процессу Франции. В его исследованиях компаративистского характера основное внимание уделялось изучению типологических схождений, отстаивалась необходимость преодоления европоцентризма в литературоведении за счёт расширения круга изучаемых национальных литератур. Будучи привержен принципу историзма в литературоведении, Виппер выступал против упрощённого представления о литературной эволюции как зеркальном отражении исторического процесса.

## Основные работы
- «Курс лекций по истории зарубежных литератур XVII в.» (1954; в соавт. с Р. М. Самариным),
- «Формирование классицизма во французской поэзии нач. XVII в.» (1967),
- «О XVII в. как особой эпохе в истории западноевропейских литератур» // «XVII в. в мировом литературном развитии» (1969),
- «О преемственности и своеобразии реализма Ренессанса» // «Проблемы Просвещения в мировой литературе» (1970),
- «Поэзия Плеяды: становление литературной школы» (1976);
- «Творческие судьбы и история: о западноевропейских литературах XVI — первой пол. XIX вв.» (1990) и др.

Член редколлегии и соавтор тт. 1—7 «Истории всемирной литературы» (1983—1991), главный редактор т. 8 (1994; посм.). Подготовил издания многих произведений французских писателей: «История кавалера де Грие и Манон Леско» А.-Ф. Прево, «Опасные связи» П. Шодерло де Лакло (1967; в серии «БВЛ»), «Новеллы» П. Мериме (3-е изд. 1976) и др. Член редколлегий журналов «Филологические науки», «Вопросы литературы» и «Известия АН СССР. Серия литературы и языка».